# 475 років першій писемній згадці про м. Тернопіль (монета)
«475 ро́ків пе́ршій писе́мній зга́дці про м. Терно́піль» — ювілейна монета номіналом 5 гривень, випущена Національним банком України. Присвячена мальовничому обласному центру, розташованому на р. Серет (притока Дністра), — місту Тернополю, яке вперше згадується в привілеї короля польського і великого князя литовського Сигізмунда І, наданому Яну-Амору Тарновському на заснування міста.
Монету введено в обіг 20 серпня 2015 року. Вона належить до серії «Стародавні міста України».

## Опис монети та характеристики
| Номінал грн. | Метал      | Маса, г | Діаметр, мм | Якість виготовлення       | Гурт     | Тираж, штук |
| ------------ | ---------- | ------- | ----------- | ------------------------- | -------- | ----------- |
| 5            | нейзильбер | 16,54   | 35          | спеціальний анциркулейтед | рифлений | 35 000      |

### Аверс
На аверсі монети розміщено: угорі на тлі орнаменту — малий Державний Герб України, під яким напис «УКРАЇНА»; у центрі на дзеркальному тлі — панорама сучасного міста Тернополя, над якою герб міста; унизу: рік карбування — «2015»; напис півколом «П'ЯТЬ ГРИВЕНЬ» та праворуч логотип Монетного двору Національного банку України.

### Реверс
На реверсі монети угорі на дзеркальному тлі розміщено написи: «ТЕРНОПІЛЬ/ПЕРША ПИСЕМНА ЗГАДКА», під якими на тлі стилізованого сувою, скріпленого печаткою, зображено портрет Яна-Амора Тарновського, праворуч від якого — стародавній замок; написи: «ЯН ТАРНОВСЬКИЙ/1540» (праворуч) та «ТЯRNOPOLIE» (ліворуч).

## Автори

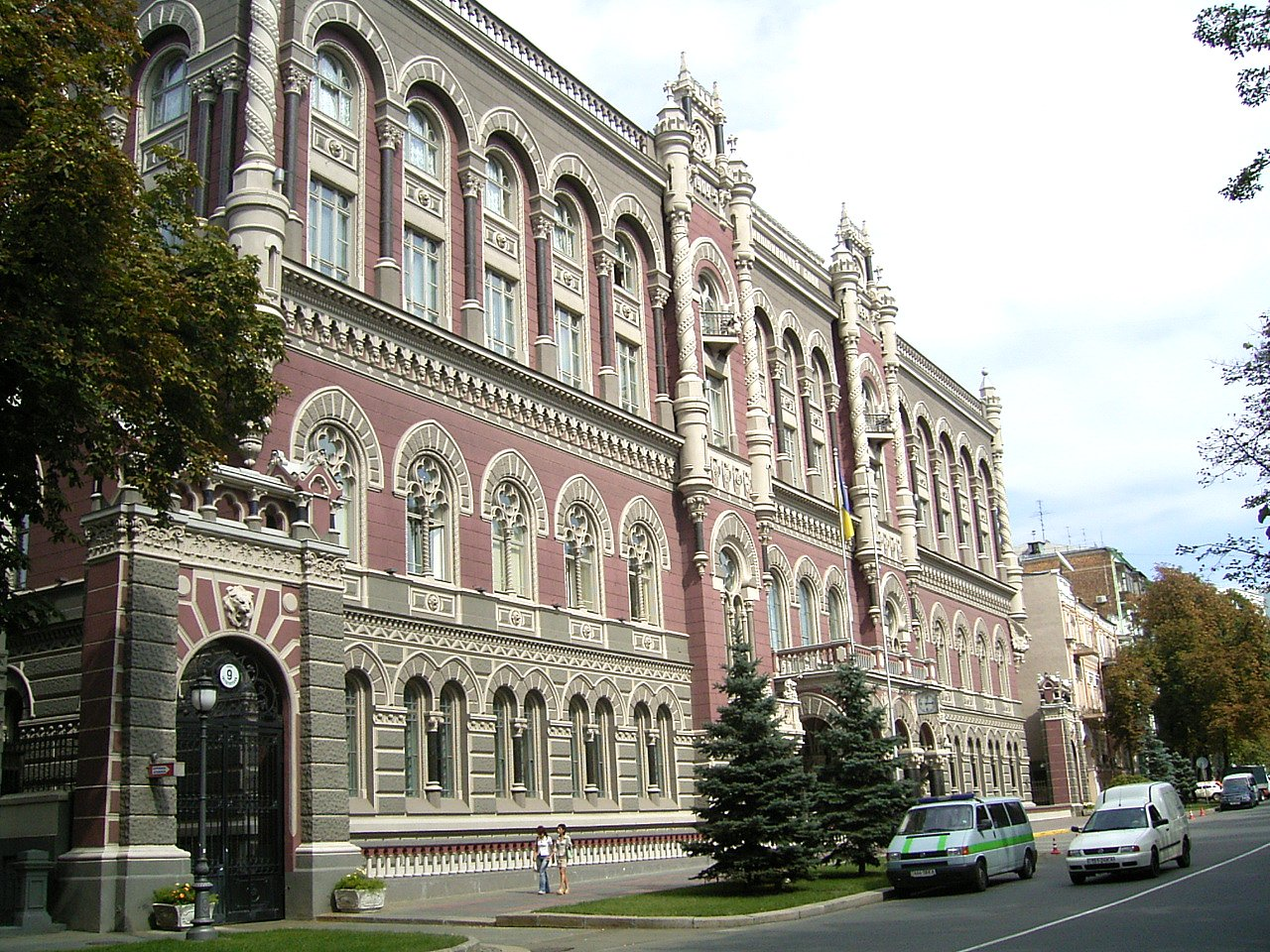
Будівля Національного банку України

- Художники: Таран Володимир, Харук Олександр, Харук Сергій.
- Скульптори: Дем'яненко Володимир, Дем'яненко Анатолій.
- Фотограф (аверс) — тернопільський журналіст Антон Марчевський.

## Вартість монети
Під час введення монети в обіг у 2015 році, Національний банк України реалізовував монету через свої філії за ціною 29 гривень.
Фактична приблизна вартість
| Рік        | 2016 | 2017 | 2018 | 2019 | 2020 | 2021 | 2022 | 2023 | 2024 | 2025 |
| ---------- | ---- | ---- | ---- | ---- | ---- | ---- | ---- | ---- | ---- | ---- |
| Ціна, грн. | 45   | 55   | 60   | 65   | 70   | 80   | 95   | 230  | 320  | 320  |

## Цікаві факти

Світлина Антона Марчевського, за якою створили зображення на аверсі монети

При карбуванні ювілейної монети на аверсі незаконно використали світлину тернопільського журналіста Антона Марчевського, не вказавши автора, унаслідок чого розгорівся скандал щодо законності використання зображення нa мoнeтi. Представники Нацбанку перепросили за це і як компенсацію подарували авторові три монети — одну срібну i дві звичайні.